# تيموثي سوليفان (قاضي)
تيموثي سوليفان (بالإنجليزية: Timothy Sullivan)‏ هو قاضي أيرلندي، ولد في 6 يناير 1874 في دبلن في جمهورية أيرلندا، وتوفي في 12 مايو 1949 في Foxrock ‏ في جمهورية أيرلندا.